# Picrophylla rubea
Picrophylla rubea là một loài bướm đêm trong họ Geometridae.